# Obsjtina Mirkovo
obsjtina Mirkovo (bulgariska: Община Мирково) är en kommun i Bulgarien. Den ligger i regionen Sofijska oblast, i den centrala delen av landet, 50 km öster om huvudstaden Sofia.
obsjtina Mirkovo delas in i:
- Bunovo
- Smolsko

Följande samhällen finns i obsjtina Mirkovo:
- Mirkovo

Trakten runt obsjtina Mirkovo består till största delen av jordbruksmark. Runt obsjtina Mirkovo är det ganska glesbefolkat, med 25 invånare per kvadratkilometer.